# 銀魂 (網路劇)
《銀魂》（日语：ぎんたま）dTV原創網路配信劇，改編自同名動漫《銀魂》。《銀魂-三葉篇-》為紀念2017年上映的电影《银魂》所製作的衍生短篇劇集，《銀魂2-世界奇妙銀魂醬-》為2018年电影《銀魂2：規矩是為了被打破而存在的》上映，而推出的第二彈衍生短篇劇集。

## 第一彈
《銀魂-三葉篇-》2017年7月15日為了記念电影版银魂上映而於dTV上架開播，講述「男人間濃厚的羈絆」，全三話。

### 演員
- 坂田銀時：小栗旬（台灣配音：宋克軍）
- 土方十四郎：柳樂優彌（台灣配音：何志威）
- 沖田總悟：吉澤亮（台灣配音：魏德）
- 沖田三葉：北乃紀伊[4]（台灣配音：馮嘉德）
- 近藤勳：中村勘九郎（台灣配音：曹冀魯）
- 山崎退：戶塚純貴[5]（台灣配音：黃天佑）
- 原田右之助：一之瀨亙（台灣配音：宋克軍）
- 沖田總悟（少年時代）：田口翔大[6]（台灣配音：馮嘉德）
- 沖田總悟（童年時代）：篠原湊大[7]（台灣配音：馮嘉德）
- 真選組隊士：滝口幸廣[8]（台灣配音：宋克軍）
- 密輸商：金勝洛（台灣配音：宋克軍）
- 藏場當馬：津田英佑（台灣配音：曹冀魯）
- 配音[9]
  - 武市變平太：佐藤二朗（台灣配音：黃天佑）
  - 平賀源外：室剛（台灣配音：曹冀魯）
  - 伊莉莎白：福田雄一（台灣配音：魏德）

### 工作人員
- 原作：空知英秋《銀魂》（集英社「週刊少年Jump」連載）
- 編劇、監督：福田雄一
- 音樂：瀬川英史
- 製作總指揮：笹岡敦
- 管理製片人：上田徳浩、小岩井宏悦
- 製片人：内部健太郎、松橋真三、稗田晉
- 合作製片人：平野宏治、三條場一正
- 宣傳：米澤孝浩、龍貴大、林亞紀、野澤裕太
- 企画協力： 週刊少年Jump編集部、瓶子吉久、大西恒平、真鍋廉
- 製片公司：日本華納家庭娛樂電影、Plus D Inc.
- 制作協力：電影「銀魂」製作委員會
- 製作・著作：BeeTV
- 主題曲：UVERWorld「DECIDED」（Sony Music Records）

### 播映日程
| 話數     | 發佈日期      | 原文標題 | 中文標題    |
| -------- | ------------- | -------- | ----------- |
| 第1話    | 2017年7月15日 |          | 三葉篇 其一 |
| 第2話    | 2017年7月15日 |          | 三葉篇 其二 |
| 第3話    | 2017年7月15日 |          | 三葉篇 其三 |
| 制作花絮 |               |          |             |

## 第二彈
《銀魂2-世界奇妙銀魂醬-》於2018年8月18日為了記念銀魂2：規矩是為了被打破而存在的上映而於在dTV上架開播。由《神樂失眠篇》、《土方禁煙篇》和《看牙醫這種事情無論長大到多少歲都討厭篇》三大單元組成的劇集。台灣以《銀魂2特別篇：世界奇妙銀魂醬》為題名於2018年9月1日上映。

### 演員
〈神樂失眠篇〉
- 坂田銀時：小栗旬（台灣配音：宋克軍）
- 神樂：橋本環奈（台灣配音：傅其慧）
- 松平片栗虎：堤真一（台灣配音：曹冀魯）
- 湯姆：若月佑美（台灣配音：傅其慧）
- 湯姆父親：中野剛（台灣配音：宋克軍）
- 湯姆母親：藤倉實（台灣配音：魏晶琦）
- 祖父（お前の後ろにだァァ‼）：志賀廣太郎（台灣配音：曹冀魯）
- 廣播DJ（配音）：釘宮理恵（台灣配音：魏晶琦）
- 鴫原凛
- 田口湖桃

〈土方禁煙篇〉
- 土方十四郎：柳樂優彌（台灣配音：何志威）
- 沖田總悟：吉澤亮（台灣配音：魏德）
- 近藤勲：中村勘九郎（台灣配音：曹冀魯）
- 山崎退：戶塚純貴（台灣配音：黃天佑）
- 松平片栗虎：堤真一（台灣配音：曹冀魯）
- 梅德爾：山本美月（台灣配音：魏晶琦）
- 鐵郎：矢本悠馬（台灣配音：黃天佑）
- 小林：笠原秀幸（台灣配音：曹冀魯）
- 佛力渣：今井隆文（台灣配音：魏德）
- 克寧：山本泰弘
- 長老：太田恭輔（台灣配音：宋克軍）
- 狄魯迪：細井鼓太（台灣配音：魏晶琦）
- 超級地球人：橋澤進一
- 滑溜溜龍（配音）：山根雅史（台灣配音：黃天佑）
- 佐藤正和
- 金子伸哉
- 成田沙織
- 川崎あや

〈看牙醫這種事情無論長大到多少歲都討厭篇〉
- 坂田銀時：小栗旬（台灣配音：宋克軍）
- 土方十四郎：柳樂優彌（台灣配音：何志威）
- 松平片栗虎：堤真一（台灣配音：曹冀魯）
- 長谷川泰三：立木文彥（台灣配音：魏德）
- 薮田（南無齒科病院）：マギー（台灣配音：黃天佑）
- 牙科接待：山野海
- 牙科助手：小倉優香（台灣配音：魏晶琦）
- 上地春奈
- 岩井志麻子
- 可知寬子
- 福田えり

### 工作人員
- 原作：空知英秋《銀魂》（集英社「週刊少年Jump」連載）
- 編劇、監督：福田雄一
- 管理製片人：上田徳浩、小岩井宏悅
- 製片人：内部健太郎、松橋真三、稗田晉
- 合作製片人：平野宏治、三條場一正
- 製片公司：日本華納家庭娛樂電影、Plus D Inc.
- 制作協力：電影「銀魂」製作委員會
- 製作・著作：BeeTV
- 主題曲：ENDRECHERI「one more purple funk… 硬命 katana-」（RAINBOW☆ENDLI9）[25]

### 播映日程
| 話數     | 發佈日期      | 原文標題 | 中文標題                               |
| -------- | ------------- | -------- | -------------------------------------- |
| 製作花絮 | 2018年8月17日 |          |                                        |
| 第1話    | 2018年8月18日 |          | 神樂失眠篇                             |
| 第2話    | 2018年8月25日 |          | 土方禁煙篇                             |
| 第3話    | 2018年9月01日 |          | 看牙醫這種事情無論長大到多少歲都討厭篇 |

## 外部連結
- 第1彈「銀魂-三葉篇-」 （页面存档备份，存于） - dTV（日語）
- 第2彈「銀魂2-世界奇妙銀魂醬-」 （页面存档备份，存于） - dTV（日語）
- 網路劇「銀魂」dTV公式網站的X（前Twitter）（日語）
- 銀魂2特別篇：世界奇妙銀魂醬 （页面存档备份，存于） - 車庫娛樂
- 銀魂2特別篇：世界奇妙銀魂醬 Gintama 2 - The Exceedingly Strange Gintama-chan （页面存档备份，存于） - @movies【開眼電影網】
- 銀魂2特別篇：世界奇妙銀魂醬 Gintama 2 - The Exceedingly Strange Gintama-chan （页面存档备份，存于） - 世界電影雜誌
- 銀魂2特別篇：世界奇妙銀魂醬 dTV Original Dama Gintama 2 （页面存档备份，存于） - yamMovie電影特區